# Certhiasomus stictolaemus
El trepatroncos gorgipunteado (Certhiasomus stictolaemus) es una especie de ave paseriforme de la familia Furnariidae. Es la única especie del género Certhiasomus. Anteriormente se clasificaba en el género Deconychura junto al trepatroncos colilargo (Deconychura longicauda). Es nativa de la cuenca amazónica en América del Sur.

## Nombres comunes
Se le denomina también trepatroncos golipunteado (en Ecuador), trepatronco de pecho punteado, trepatroncos del Putumayo (en Colombia), trepador de garganta punteada (en Perú) o trepador pechipunteado (en Venezuela).

## Distribución y hábitat
Se distribuye desde el sur de Colombia, hacia el este por el sur de Venezuela, oeste y sureste de la Amazonia brasileña, y este de la Guayana francesa, con poblaciones aisladas en Guyana y Surinam; y hacia el sur por el este de Ecuador, noreste de Perú, hasta el sur de la Amazonia en Brasil.
Esta especie es considerada rara y local (tal vez sea apenas ignorada) en su hábitat natural: el estrato inferior de selvas húmedas de terra firme hasta los 750 metros de altitud.

## Descripción
Mide entre 16,5 y 19 cm de longitud y pesa entre 14 y 22 gramos, la hembra pesa entre 13 y 17 gramos. El macho es un poco más grande que la hembra. El plumaje de las partes superiores es de color marrón, con banda posocular color ante; la grupa, la cola y el interior de las plumas de vuelo son de color castaño rojizo rufo; las partes inferiores son de color marrón oliváceo con manchas en forma de V en el pecho y la garganta.

## Sistemática

### Descripción original
La especie C. stictolaemus fue descrita por primera vez por el ornitólogo austríaco August von Pelzeln en 1868 bajo el nombre científico Sittasomus stictolaemus; su localidad tipo es: «Borba, Río Madeira, Amazonas, Brasil».

### Etimología
El nombre genérico masculino «Certhiasomus» es una combinación del género Certhia, los trepadores del Viejo Mundo, y de la palabra griega «σωμα sōma, σωματος sōmatos»: cuerpo; destacando las similitudes del formato del cuerpo de la especie con aquel género, pero también haciendo un paralelo con el género Sittasomus, dentro del cual fue originalmente descrita; el nombre de la especie «stictolaemus», se compone de las palabras del griego « στικτος stiktos»: pintado, moteado, y «λαιμος laimos»: garganta; significando «de garganta pintada».

### Taxonomía
Anteriormente estuvo colocada en el género Deconychura, pero los amplios análisis filogenéticos recientes indican que la presente especie es hermana de un clado consistente de los géneros Deconychura (redefinido),  Sittasomus y Dendrocincla; con esta conclusión, los ornitólogos Elizabeth Derryberry, Santiago Claramunt, R. Terry Chesser, Alexandre Aleixo, Joel Cracraft, Robert G. Moyle y Robb T. Brumfield propusieron el nuevo género Certhiasomus exclusivo para la presente.
Puede estar más próxima a Deconychura typica, cuyas medidas y vocalizaciones son más similares a la presente especie que a la Deconychura longicauda amazónica. La subespecie secundus ha sido considerada como una especie separada por algunos autores. La identidad subespecífica de las aves del extremo oriental de su zona en Brasil (este del río Tocantins, hasta Maranhão), es incierta y, tentativamente, se la coloca en la nominal.

### Subespecies
Según las clasificaciones del Congreso Ornitológico Internacional (IOC) y Clements Checklist/eBird v.2019 se reconocen tres subespecies, con su correspondiente distribución geográfica:
- Certhiasomus stictolaemus secundus (Hellmayr, 1904) – oeste de la Amazonia desde el sur de Colombia y sur de Venezuela (sur de Amazonas) hacia el sur hasta el este de Ecuador, noreste de Perú y noroeste de Brasil (hacia el este hasta el río Negro y río Madeira).
- Certhiasomus stictolaemus clarior (J.T. Zimmer, 1929) – noreste de la Amazonia, al norte del río Amazonas, en Brasil desde el río Negro hasta Amapá, y la Guayana francesa; las poblaciones de Guyana y Surinam presumiblemente pertenecen a esta subespecie.
- Certhiasomus stictolaemus stictolaemus (Pelzeln, 1868) – sur de la Amazonia brasileña, al sur del río Amazonas, desde el Madeira hacia el este hasta el bajo río Tocantins y Maranhão, y al sur hasta el norte de Mato Grosso.